# نیسه دا سیلویرا
نیسه دا سیلویرا (پرتغالی: Nise da Silveira؛ ۱۵ فوریه ۱۹۰۵–۳۰ اکتبر ۱۹۹۹) یک زن روان‌پزشک اهل برزیل و شاگرد کارل یونگ بود. وی یکی از معدود زنان بود که در آن زمان به پزشکی می‌پرداختند و با جسارت شیوه‌های روان‌پزشکی مستقر را به چالش کشید و پیشگام یک رویکرد انسانی‌تر در مراقبت از بیماران بود. در دهه ۱۹۴۰ او توانست اصلاحاتی در سیستم پزشکی برزیل ایجاد کند.

## زندگی
نیسه در ۱۵ فوریه سال ۱۹۰۵ در شهر شمال شرقی ماسیو در برزیل متولد شد، در سال ۱۹۲۶ در سن ۲۱ سالگی به عنوان تنها زن در دورهٔ خود در بین ۱۵۷ مرد تحصیلات پزشکی خود را به اتمام رساند. هنگامی که وی در سال ۱۹۳۳ در یک مرکز ملی روان‌پزشکی کار خود را آغاز کرد، از اقدامات سخت پزشکی که پزشکان برای معالجه بیماری‌های روانی مانند اسکیزوفرنی به‌کار می‌بردند، ناامید شد.
از این رو نیسه دا سیلویرا شجاعانه وضع موجود را به چالش کشید. او شروع به مطالعه و دفاع از درمان‌های توانبخشی دلسوزانه‌تر کرد. نیسه کارگاه‌های آموزشی هنری را برای بیماران ایجاد کرد تا عملکردهای درونی ذهن خود را از طریق نقاشی و مجسمه‌سازی بیان کنند. او بعدها یکی از اولین کسانی شد که حیوانات را به عنوان «همکار خود» در تمریناتش گنجاند. رویکرد جدید او در توانبخشی بیماران بسیار موفق بود و زمینه را برای یک روش کاملاً جدید در زمینهٔ مراقبت‌های روان‌پزشکی هموار کرد.
نیسه دا سیلویرا در ۳۰ اکتبر ۱۹۹۹ در ریودوژانیرو درگذشت. کار او الهام‌بخش تعداد بی‌شماری از دیگران بوده و منجر به ایجاد موسسات درمانی در برزیل و در سراسر جهان شده‌است.

## بزرگداشت
موزه تصاویر ناخودآگاه (پرتغالی: Museu de Imagens do Inconsciente) که نیسه دا سیلویرا در ۱۹۵۲ بنیان‌گذار آن بود و تا به امروز باز است، مجموعه‌ای از بیش از ۳۵۰٬۰۰۰ قطعه از آثار هنری ایجاد شده توسط بیماران را حفظ می‌کند.
زندگی و کار او در یک فیلم برزیلی محصول ۲۰۱۵ با نام «نیسه: قلب دیوانگی» ( Nise: The Heart of Madness) به کارگردانی روبرتو برلینر به تصویر کشیده شده‌است.
در ۱۵ فوریه ۲۰۲۰ گوگل دودل با تغییر نشان خود به بزرگداشت تولد ۱۱۵ سالگی این روان‌شناس برزیلی پرداخت.